# Abbattitore di temperatura

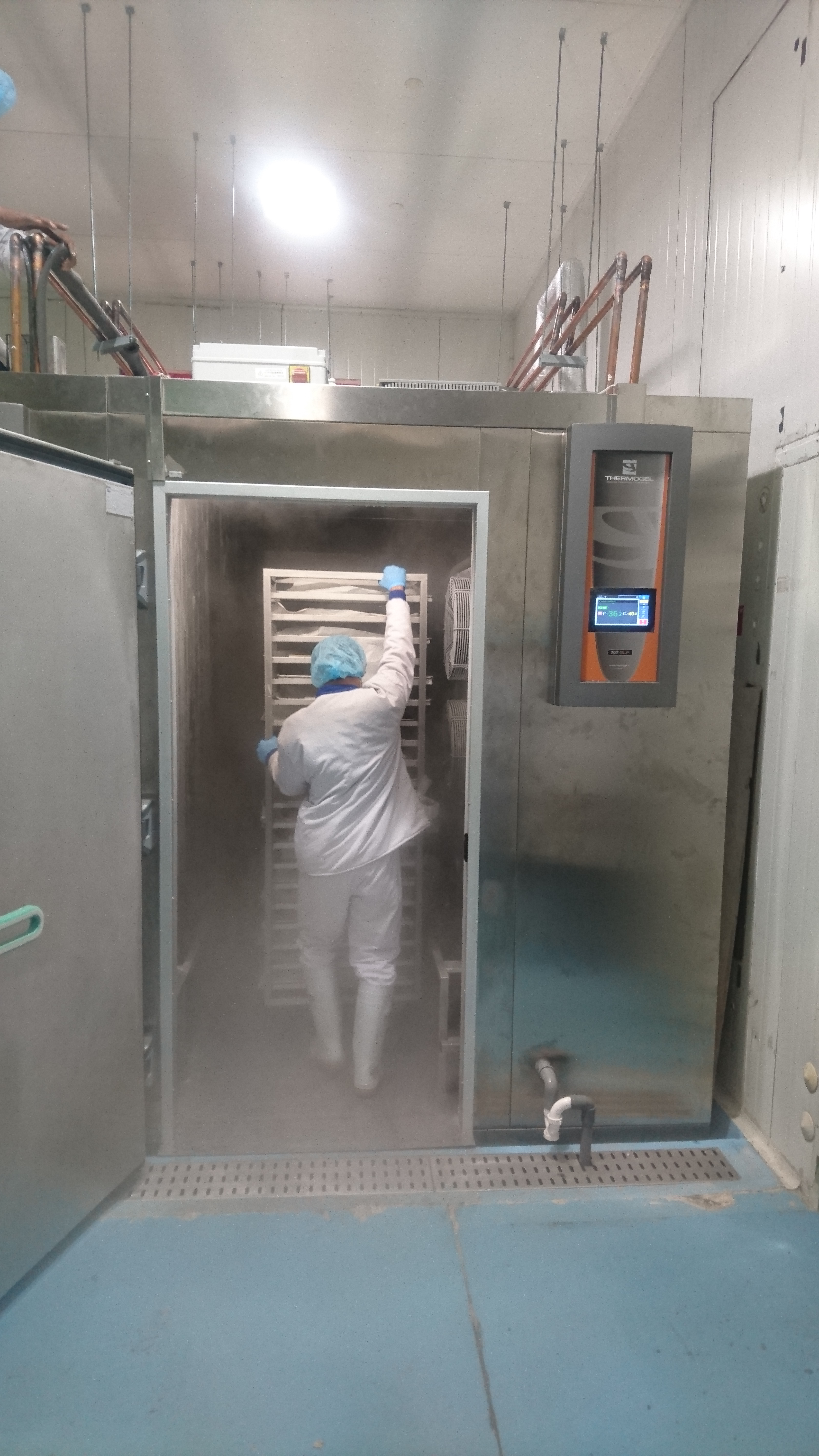
Utilizzo di un abbattitore di temperatura

L'abbattitore di temperatura è uno strumento utilizzato per il raffreddamento rapido.
Viene utilizzato per portare in breve tempo (circa 60 minuti) il valore della temperatura dei cibi caldi da quella di cottura a 3 °C (misurata nel centro del cibo), in modo da conservare il prodotto in frigorifero o nel congelatore.

## Applicazioni
Normalmente gli abbattitori di temperatura permettono anche di surgelare un prodotto (sia un cibo cotto, sia la materia prima): la surgelazione rapida all'interno dell'abbattitore rispetta le qualità organolettiche del cibo, perché evita la formazione di macro-cristalli all'interno del prodotto.
Tale tecnologia è diffusa nelle cucine professionali dei ristoranti e nelle attività commerciali quali gelaterie, pasticcerie, ecc.
In tempi più recenti, in coincidenza con il crescente uso di pesce crudo (in particolare il sushi, specialità di origine giapponese), l'abbattitore ha assunto un ruolo importante nella ristorazione; in Italia, una circolare del Ministero della Sanità del 1992 prescrive che, al fine di essere reso idoneo alla commestibilità nei locali pubblici, il pesce deve essere portato a una temperatura inferiore a -20 °C per un periodo continuativo minimo di 24 ore onde eliminare il pericolo di intossicazione da parte del parassita noto come anisakis, che vive nell'intestino del pesce e che può provocare danni all'organismo umano.

## Vantaggi
Tale trattamento favorisce il prolungamento della vita media del cibo contrastando la crescita batterica al suo interno, in quanto i batteri si moltiplicano più velocemente nell'intervallo tra 8 e 68 °C. L'azione del freddo sarà quindi batteriostatica.

## Normativa
L'uso dell'abbattitore di temperatura è prescritto da norme comunitarie quali, ad esempio, quelle dei Regolamenti 852/2004 e 853/2004. Si stima che nel 2012 in Italia si siano perduti oltre 12 miliardi di euro di derrate alimentari prodotte da bar, ristoranti ecc., le quali non sono potute essere recuperate e distribuite ai bisognosi perché, chi le raccoglie non ha i prescritti abbattitori di temperatura.